# Federico Pérez (Fußballspieler, 1994)
Federico Pérez, vollständiger Name Federico Pérez Méndez, (* 3. März 1994 in Maldonado) ist ein uruguayischer Fußballspieler.

## Karriere
Der 1,82 Meter große Offensivakteur Pérez steht mindestens seit der Saison 2013/14 im erweiterten Kader der Profimannschaft des Club Atlético Atenas, der in dieser Saison in die Primera División aufstieg. Dort wurde Pérez jedoch in der Spielzeit 2014/15 in keinem Erstligaspiel eingesetzt. Für seinen Verein folgte der direkte Wiederabstieg. In der Zweitligasaison 2015/16 bestritt er vier Ligapartien (kein Tor) in der Segunda División. Letztmals stand er am 5. Dezember 2015 im Spieltagsaufgebot. Danach ist keine Kaderzugehörigkeit mehr verzeichnet.